# Xã Kenney, Quận Perry, Arkansas
Xã Kenney (tiếng Anh: Kenney Township) là một xã thuộc quận Perry, tiểu bang Arkansas, Hoa Kỳ. Năm 2010, dân số của xã này là 113 người.